# Herbert Christopher Robinson
Herbert Christopher Robinson (Liverpool, 4 november 1874 – Oxford, 30 mei 1929) was een Brits plant- en dierkundige (met specialiteit ornithologie). Hij is vooral bekend voor de initiëring en zijn bijdrage aan het belangrijke vogelkundige werk The Birds of the Malay Peninsula.

## Levensloop
Robinson werd geboren in Liverpool. Tot zijn grote familie behoorden vooral advocaten en andere academici. Hij studeerde aan het Marlborough College, maar beëindigde zijn studie om medische redenen. Voor een geplande expeditie naar Nieuw-Guinea, om daar zoölogische specimens en planten te verzamelen, reisde hij naar Queensland (Australië). Hij moest wegens gezondheidsklachten de overtocht naar Nieuw-Guinea annuleren en daarom ging hij terug naar Engeland. In 1900 schreef hij een boek over deze reis Birds of north Queensland. Hij werkte vervolgens bij het World Museum te Liverpool samen met Henry Ogg Forbes. Daarna trad hij in dienst van de Britse koloniale overheid in de Gefedereerde Maleise Staten en kreeg daar het bestuur over de diverse musea (Museums of the Strait Settlements and Malay Federated States) en was daarom van 1903 tot 1926 gestationeerd in Selangor. Hij ondernam van daaruit diverse reizen om zoölogische en plantkundige specimens te verzamelen in onder andere Nederlands-Indië. In 1920 en 1924 was hij tijdelijk terug in Groot-Brittannië. Vanaf 1908 was Cecil Boden Kloss bij het museum in Kuala Lumpur zijn medewerker.
Herbert Christopher Robinson ging in 1926 met pensioen, keerde toen definitief terug naar Engeland en startte met een uitgebreid werk over de avifauna van het schiereiland Malakka, waarvan hij de eerste twee delen uitgaf. Van het derde deel had hij het manuscript vergaand afgewerkt, voordat hij in een verpleeghuis werd opgenomen in Oxford. Het uiteindelijk vijfdelige werk over de avifauna van Maleisië werd door andere auteurs afgewerkt, waaronder Frederick Nutter Chasen.
Herbert Christopher Robinson overleed op 30 mei 1929 op 54-jarige leeftijd.

## Nalatenschap
Robinson schreef meer dan honderd publicaties. De door hem verzamelde plantensoorten zijn door anderen beschreven. Meestal samen met Cecil Boden Kloss beschreef hij meer dan honderd ondersoorten van vogels en 14 soorten waaronder de Cape-Yorkvechtkwartel (Turnix olivii) en de Sumatraanse callene (Myiomela sumatrana). Als eerbetoon aan hem zijn de vleermuis robinsonbuisneusvleerhond (Nyctimene robinsoni) en twee soorten hagedissen Malayodracon robinsonii en Tropidophorus robinsoni vernoemd.
- Bibsys: 5073478
- Gemeinsame Normdatei: 1055364862
- International Standard Name Identifier: 0000 0000 4716 2454
- Library of Congress Control Number: no99005082
- Nederlandse Thesaurus van Auteursnamen: 163012970
- Système universitaire de documentation: 146940172
- Virtual International Authority File: 61946591
- WorldCat: E39PBJmpbkmtYgGGgbHcPCxJjC